# 광군제

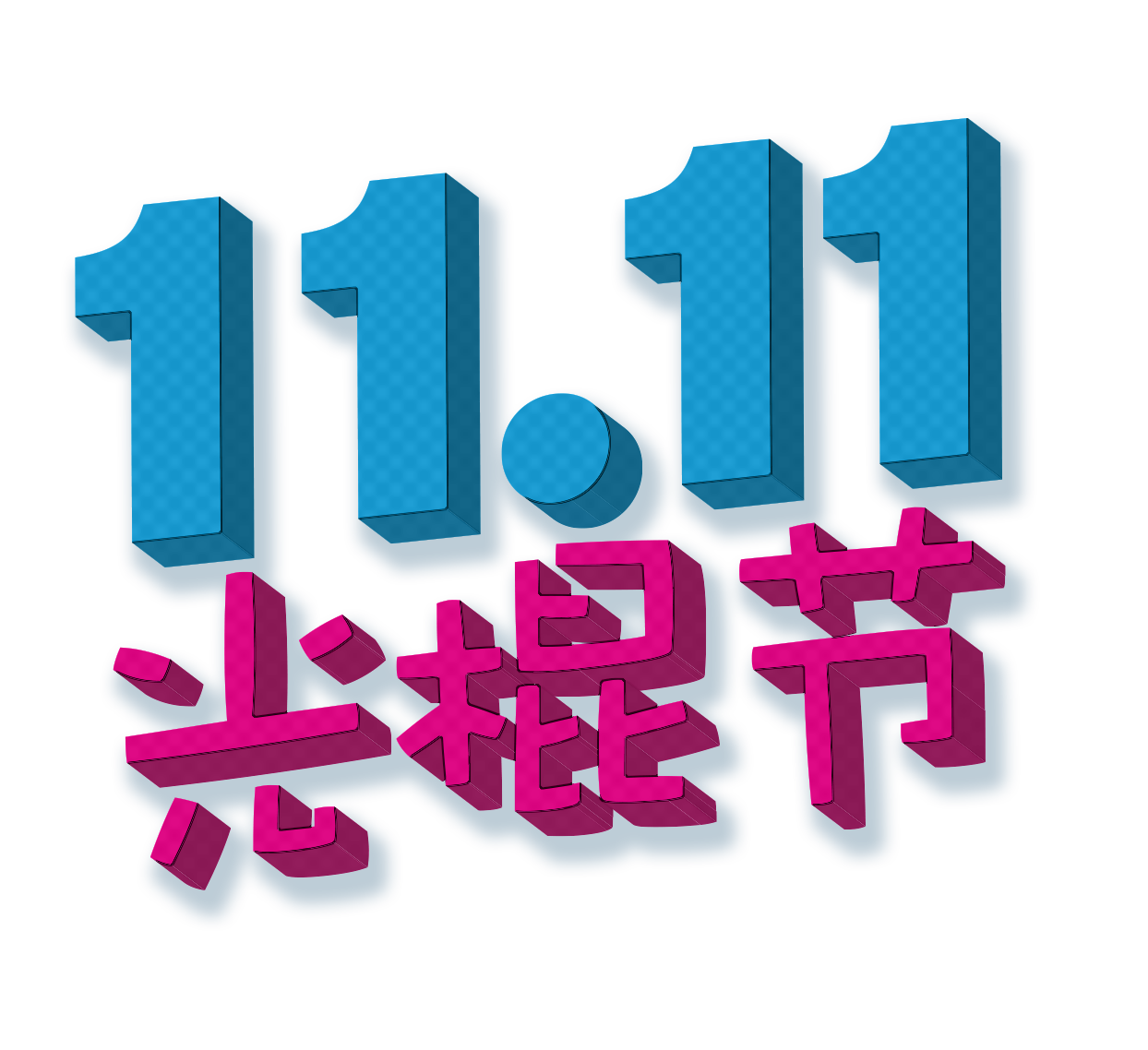
중국 전자상거래 공휴일 광군제 일러스트

광군제(중국어 간체자: 光棍节, 병음: Guānggùn Jié, 광곤절)은 독신을 기념하기 위한 중국의 기념일로, 11월 11일이다. 매출액 기준으로 전 세계에서 가장 큰 쇼핑 이벤트이다.

## 역사와 이름
홀로 있는 모습인 숫자 1이 여러 개 있다는 것에서 유래했다. 중국어로 ‘광군’(중국어 간체자: 光棍, 병음: guānggùn)은 독신 남성이란 뜻이다. 단신절(單身節) 또는 쌍십일(双十一)이라고도 불린다.
1993년 중국의 남경대학교에서 열린 솔로의 축제를 계기로 만들어졌다. 알리바바 대표 마윈은 여기서 착안하여, 쇼핑으로 외로움을 극복하자라는 모티프로 광군절 이벤트를 시작한다. 첫 시장은 미미하였으나, 2017년 하루만에 미국의 블랙프라이데이 매출을 뛰어넘으며, 세계인들의 주목을 받기 시작한다.

## 같이 보기
- 미혼